# Malagopsis grandidieri
Malagopsis grandidieri är en stekelart som först beskrevs av Szepligeti 1913.  Malagopsis grandidieri ingår i släktet Malagopsis och familjen bracksteklar. Inga underarter finns listade i Catalogue of Life.